# Col d'Aulon
Pour les articles homonymes, voir Aulon.
Le col d'Aulon  est un col de montagne pédestre des Pyrénées à 2 506 mètres d'altitude dans le département français des Hautes-Pyrénées, en Occitanie.
Il relie la vallée de Campan et la vallée d'Aulon en vallée d'Aure dans la réserve d'Aulon.

## Géographie
Le col d'Aulon est situé entre le pic de Cettiou (2 588 m) au sud-ouest et le pic d'Aulon (2 738 m) au nord-est. Il surplombe au nord le lac de Cul des Gourgs (2 282 m).

## Protection environnementale
La partie sud-est du col fait partie d'une zone naturelle protégée, classée ZNIEFF de type 1, « vallée d'Aulon et soulane de Vielle-Aure » et la partie nord-ouest du « cirque de Cloutou et sud de La Mongie ».

## Voies d'accès
Le versant nord est accessible depuis les Quatre Véziaux la vallée de la Gaoube et le sentier du lac de Montarrouye. Par le versant sud depuis le village d'Aulon par les granges de Lurgues, par le sentier en longeant le ruisseau du Lavedan.